# エベルトン・デ・ビニャ・デル・マール
エベルトン・デ・ビニャ・デル・マール（Everton de Viña del Mar）は、チリ中部の都市ビニャ・デル・マールを本拠地とするサッカークラブチームである。
エベルトン（エヴァートン）という英国風の名前は、リヴァプールからやってきた船員がエヴァートンFCにあやかって名付けた。

## 概要
同じバルパライソ州を本拠地とするサンティアゴ・ワンダラーズとはライバル関係にあり、両者の対戦はクラシコ・ポルテーニョ（Clásico Porteño、港町ダービー）と呼ばれる。
2008年前期リーグで、通算4度目のリーグ優勝を飾った。チリ･リーグでの4度の優勝は6位タイである。コパ・リベルタドーレスには1977年に初出場し、クラブ創設100周年を迎えた2009年には32年ぶりに出場した。
22,000人収容のホームスタジアム、エスタディオ・サウサリートは、1962年のW杯チリ大会で使用され、準決勝のチェコスロバキア対ユーゴスラビア戦など8試合が実施された。

## ブラザーフッド・カップ
2010年8月4日、クラブ名の由来となったエヴァートンとリヴァプールのグディソン・パークで親善試合、ブラザーフッド・カップ（Brotherhood Cup）を行った。
| 2010年8月4日 20:00 |

| エヴァートン                                  | 2–0          | エベルトン・デ・ビニャ・デル・マール |
| ベックフォード 51分 · ビリャレトディノフ 65分 | Match report |                                      |

| グディソン・パーク 観客数: 25,934 主審: マーク・ハルゼー |

## タイトル

### 国内タイトル
- プリメーラ・ディビシオン: 4回

1950, 1952, 1976, 2008アペルトゥーラ
- コパ・チレ: 1回

1984
- プリメーラB: 1回

2003
- コパ・アペルトゥーラ・セグンダ・ディビシオン: 1回

1982
- プリメーラBクラウスーラ: 1回

2011

### 国際タイトル
なし

## 現所属メンバー
2017年10月8日現在
注：選手の国籍表記はFIFAの定めた代表資格ルールに基づく。
| No. | Pos. |              | 選手名                   |
| --- | ---- | ------------ | ------------------------ |
| 1   | GK   | チリ         | マルコ・ゴンザレス       |
| 2   | MF   | チリ         | ベンハミン・リベラ       |
| 3   | DF   | メキシコ     | フランシスコ・ベネガス   |
| 4   | MF   | チリ         | フェルナンド・サアベドラ |
| 5   | MF   | メキシコ     | イバン・オチョア         |
| 6   | MF   | チリ         | ヒーノ・アルセマ         |
| 7   | FW   | メキシコ     | フアン・クエバス         |
| 8   | MF   | チリ         | セバスティアン・レイトン |
| 9   | FW   | チリ         | パトリシオ・ルビオ       |
| 10  | MF   | アルゼンチン | ルーカス・ムグニ         |
| 11  | MF   | メキシコ     | ステベン・アルメイダ     |
| 13  | DF   | チリ         | クリスティアン・スアレス |
| 14  | MF   | チリ         | ペドロ・サンチェス       |

| No. | Pos. |      | 選手名                   |
| --- | ---- | ---- | ------------------------ |
| 15  | FW   | チリ | マティアス・レイバ       |
| 16  | FW   | チリ | エミリオ・ミュラー       |
| 18  | MF   | チリ | アルバロ・マドリッド     |
| 20  | MF   | チリ | ハイメ・カレーニョ       |
| 21  | FW   | チリ | ラウス・ベセラ           |
| 22  | DF   | チリ | マルコス・ベラスケス     |
| 23  | DF   | チリ | クリスティアン・ディアス |
| 25  | GK   | チリ | セバスティアン・ペレス   |
| 26  | MF   | チリ | ケビン・メデル           |
| 28  | DF   | チリ | ディラン・スニガ         |
| 29  | DF   | チリ | カミーロ・ロドリゲス     |
| 30  | MF   | チリ | フランコ・ラグサ         |
| 31  | GK   | チリ | エドゥアルド・ロボス     |

## 歴代監督
- カルロス・メディナ (2014)
- ビクトル・リベロ (2015-2016)
- クリスティアン・ウリベ (2016)
- エクトル・タピア (2016)
- パブロ・サンチェス (2016-2018)
- ハビエル・トレンテ (2018)
- グスタボ・ディアス (2019)
- ハビエル・トレンテ (2019-2020)
- ロベルト・センシーニ (2020-2021)
- フランシスコ・メネギーニ (2022-2024)
- エステバン・ソラーリ (2024)
- グスタヴォ・レアウ (2025)
- マウリシオ・ラリエラ (2025-)